# Чили на зимних Олимпийских играх 1968
Чили принимала участие в Зимних Олимпийских играх 1968 года в Гренобле (Франция) в шестой раз за свою историю, но не завоевала ни одной медали.

## Состав сборной
Чили представляли четверо спортсменов: трое мужчин и одна женщина, все -горнолыжники. Младшей участницей сборной была 15-летняя Верена Вогт, старшим — 28-летний Марио Вера
.

## Результаты

### Горнолыжный спорт
Соревнования проходили в Шанрусе с 9 по 17 февраля.
Они одновременно считались соревнованиями 20-го чемпионата мира по горнолыжному спорту, а также были включены в зачёт кубка мира.
Женщины
Верена Вогт заняла предпоследнее место (среди финишировавших) в гигантском слаломе среди женщин. Она также стартовала в женском слаломе, но не сумела финишировать и не получила места в итоговом протоколе. Тем не менее, её результат оказался лучшим для чилийской сборной на этой Олимпиаде.
| Спортсменка | Соревнование      | Время   | Место |
| ----------- | ----------------- | ------- | ----- |
| Верена Вогт | гигантский слалом | 2:13,18 | 41    |

Мужчины